# Dysmilichia gemella
Dysmilichia gemella är en fjärilsart som beskrevs av John Henry Leech 1889. Dysmilichia gemella ingår i släktet Dysmilichia och familjen nattflyn. Inga underarter finns listade i Catalogue of Life.